# Handley Page Hinaidi
Handley Page Hinaidi là một loại máy bay ném bom do hãng Handley Page chế tạo, phục vụ trong biên chế Không quân Hoàng gia giai đoạn 1925-1935.

## Biến thể
- HP.33 Hinaidi I
- HP.33 Clive I
- HP.35 Clive II
- HP.36 Hinaidi II

## Quốc gia sử dụng
Anh Quốc
- Không quân Hoàng gia

## Tính năng kỹ chiến thuật (Hinaidi Mk II)
Dữ liệu lấy từ Aircraft of the Royal Air Force
Đặc điểm tổng quát
- Kíp lái: 4
- Tải trọng: 4.000 lb (1.814 kg)
- Chiều dài: 59 ft 2 in (18,03 m)
- Sải cánh: 75 ft (22,86 m)
- Chiều cao: 17 ft (5,18 m)
- Diện tích cánh: 1.471 ft² (136,7 m²)
- Trọng lượng rỗng: 8.040 lb (3.655 kg)
- Trọng lượng có tải: 14.400 lb (6.500 kg)
- Động cơ: 2 × Bristol Jupiter VIII, 440 hp (328 kW)  mỗi chiếc

 Hiệu suất bay 
- Vận tốc cực đại: 107 kn (123 mph, 197 km/h)
- Vận tốc hành trình: 65 kn (75 mph, 121 km/h)
- Tầm bay: 850 mi (1.370 km)
- Trần bay: 14.900 ft (4.400 m)
- Vận tốc lên cao: 380 ft/phút (1,9 m/s)
- Tải trên cánh: 9,79 lb/ft² (47,5 kg/m²)
- Công suất/trọng lượng: 0,061 hp/lb (0,10 kW/kg)

Trang bị vũ khí

- Súng: 3 × súng máy Lewis 0.303 in (7,7 mm)
- Bom: 1.450 lb (657 kg) bom